# LM Wind Power
LM Wind Power A/S (tidligere LM Glasfiber) er en multinational dansk producent af vindmøllevinger og et datterselskab til amerikanske GE Vernova. I 2017 solgte kapitalfonden Doughty Hanson LM Wind Power til vindmølleproducenten General Electric. Efter salget har virksomheden fortsat hovedkvarter i Kolding med produktion i Lunderskov og udviklingsafdeling i København. I alt er der ca. 270 ansatte i Danmark. I Udlandet har virksomheden ekspanderet, og de har i dag ca. 14.000 ansatte i en række lande. I 2023 havde LM en årsomsætning på 4,7 mia. danske kroner.

## Historie
Lunderskov Møbelfabrik blev etableret af Ejner Lorentzen og Aage Skouboe i 1940 i byen Lunderskov ved Kolding. I 1952 undersøgte LM mulighederne for brug af glasfiber og begyndte i 1955 at fremstille fiskebassiner og campingvogne i glasfiber. Sortimentet blev udvidet med lystbåde i glasfiber. I 1978 påbegyndte de en produktion af vindmøllevinger. I 1985 blev der foretaget nogle ændringer i LM's selskabsstruktur og det nuværende aktieselskab blev etableret.